# 蘇波爾諾查爾烏帕齊拉
蘇波爾諾查爾乌帕齐拉是孟加拉国諾阿卡利縣的一个乌帕齐拉，位於吉大港专区的諾阿卡利縣。。

## 人口
據1991年孟加拉國人口普查，蘇波爾諾查爾共有戶數55,000戶，人口290000人。其中男性佔比49.82%，女性佔比50.18%；成年人口140,000人。該地7歲以上人口之平均識字率為32.7%。